# 玉川上水車両基地
玉川上水車両基地（たまがわじょうすいしゃりょうきち）は、東京都東大和市にある西武鉄道の車両基地。

## 概要
当時、西武新宿線系統の車両基地新設計画として、本車両基地とは別に安比奈車両基地の建設計画が並行して存在していた（後に計画中止）が、本車両基地はそれとは別に新設されたものであった。新宿線系統では南入曽車両基地とともに車両配置のある車両基地となっている。
西武拝島線玉川上水駅に近接している。敷地は東大和市桜が丘3丁目と立川市幸町6丁目に跨っているが、所在地は事務所のある東大和市となる。
上石神井車両基地で実施していた月検査と一部の列車検査（仕業検査）、修繕作業の移管を目的として設立された。
平日朝ラッシュ時、萩山駅で実施している拝島駅発着、西武遊園地駅（現：多摩湖駅）発着列車の併合・分割作業のため、本車両基地から係員を3名派遣していたが、2012年のダイヤ改正で廃止となった。
6000系の東京メトロ副都心線乗り入れ対応のための改造工事が、2006年から2010年までの間、全25編成中対象の23編成に対し本車両基地で行われ、該当車は全て小手指車両基地へ転属した。
その他各形式の列車無線工事や6000系、30000系のLCD交換などの改造工事も本車両基地で行われている。

## 沿革
- 1990年（平成2年）9月 16日- 上石神井車両管理所（現・上石神井車両基地）の支所として開設[6][7]。
- 1997年（平成9年）3月 - 支所から本所（玉川上水車両管理所）となる。この際に、上石神井車両管理所が支所となる。
- 1999年（平成11年）3月 - 多摩川線北多磨車両基地（現・白糸台車両基地）が管理下になる。
- 2001年（平成13年）7月 - 組織改正により、新宿線車両所玉川上水車両基地となる。

### 所属車両
2025年4月1日現在、以下の車両が所属している
- 新101系 - 4両編成4本
- 新2000系 - 6両編成7本・4両編成7本
- 6000系 - 10両編成8本
- 9000系 - 4両編成5本
- 20000系 - 10両編成5本
- 30000系 - 10両編成6本
- 8000系 - 6両編成1本